# 山崎海秀
山﨑 海秀（やまざき かいしゅう、1997年7月12日 - ）は、千葉県出身のサッカー選手。ポジションは守備的ミッドフィールダーまたはディフェンダー（センターバック）。

## 来歴
柏レイソルのアカデミー、ドイツのSVダルムシュタット98のU-19チームを経て、2016年8月23日、いわきFCに加入
2018年1月5日、アルビレックス新潟シンガポールに移籍。シンガポールプレミアリーグ (SPL) の2019年シーズン終了後、チームメイトの仲村京雅とともにSPLアワードのヤングプレイヤー・オブ・ザ・イヤーにノミネートされた。
2019年12月19日、ホーム・ユナイテッドFCへの加入で合意した。クラブは2020年2月14日に「ライオン・シティ・セーラーズFC」に改名したため、山﨑は新しいクラブ名で移籍一年目を迎えることになった。
2021年1月6日、ホウガン・ユナイテッドFCへの移籍が発表された。
2023年1月、5年間プレーしたシンガポールを離れ、マルタ・プレミアリーグのモスタFCと短期契約。
2023年6月、インドネシア・リーガ1のペルシカボ1973に加入。

## 所属クラブ
ユース経歴
- 2004年 - 2006年 流山翼SSC
- 2007年 - 2009年  柏レイソルU-12
- 2010年 - 2012年  柏レイソルU-15
- 2013年 - 2015年  柏レイソルU-18
- 2016年1月 - 2016年8月  SVダルムシュタット98 U-19

アマ・プロ経歴
- 2016年8月 - 2017年  いわきFC
- 2018年 - 2019年  アルビレックス新潟シンガポール
- 2020年  ライオン・シティ・セーラーズFC
- 2021年 - 2023年  ホウガン・ユナイテッドFC
- 2023年1月 - 5月  モスタFC
- 2023年6月 - 2024年1月 ペルシカボ1973（英語版）
- 2024年1月 -  カヤ-イロイロ

## 個人成績
| 国内大会個人成績 | 国内大会個人成績 | 国内大会個人成績 | 国内大会個人成績 | 国内大会個人成績 | 国内大会個人成績 | 国内大会個人成績 | 国内大会個人成績 | 国内大会個人成績 | 国内大会個人成績 | 国内大会個人成績 | 国内大会個人成績 |
| 年度             | クラブ           | 背番号           | リーグ           | リーグ戦         | リーグ戦         | リーグ杯         | リーグ杯         | オープン杯       | オープン杯       | 期間通算         | 期間通算         |
| 年度             | クラブ           | 背番号           | リーグ           | 出場             | 得点             | 出場             | 得点             | 出場             | 得点             | 出場             | 得点             |
| シンガポール     | シンガポール     | シンガポール     | シンガポール     | リーグ戦         | リーグ戦         | リーグ杯         | リーグ杯         | シンガポール杯   | シンガポール杯   | 期間通算         | 期間通算         |
| ---------------- | ---------------- | ---------------- | ---------------- | ---------------- | ---------------- | ---------------- | ---------------- | ---------------- | ---------------- | ---------------- | ---------------- |
| 2018             | 新潟S            | 7                | Sリーグ          | 15               | 0                | -                | -                | 0                | 0                | 15               | 0                |
| 2019             | 新潟S            | 7                | プレミア         | 24               | 3                | -                | -                | 3                | 0                | 27               | 3                |
| 2020             | ライオン・C      | 5                | プレミア         | 13               | 2                | -                | -                | -                | -                | 13               | 2                |
| 2021             | ホウガン・U      |                  | プレミア         |                  |                  | -                | -                |                  |                  |                  |                  |
| 通算             | シンガポール     | シンガポール     | プレミア         | 52               | 5                | -                | -                | 3                | 0\|\|\|55\|\|5   |                  |                  |
| 総通算           | 総通算           | 総通算           | 総通算           | 52               | 5                | -                | -                | 3                | 0                | 55               | 5                |